# Луїза Браянт
Луї́за Бра́янт (англ. Louise Bryant, при хрещенні Анна-Луїза Моен; 5 грудня 1885, Сан-Франциско, США, — 6 січня 1936, Севр, Франція) — американська письменниця і журналістка. Феміністка, учасниця Жіночого соціально-політичного союзу.

## Біографія
Батько — нащадок ірландських іммігрантів Г'ю Моен, в юності працював на пенсільванських вугільних шахтах. Луїза носила прізвище вітчима, кондуктора залізниці Шерідана Брайанта, який виховав її.
Деякий час працює вчителькою в різних містах американського Заходу, потім переїжджає в Портленд (штат Орегон), де в 1909 році одружилася з лікарем-дантистом Полом Труллінгером.
У 1915 році знайомиться з журналістом-соціалістом Джоном Рідом і їде з ним у Нью-Йорк, де стає відомою нью-йоркською журналісткою.
|  | «Вона дика, хоробра і прямолінійна... Любителька всіх пригод духу і розуму, ні в кого не знаходив я настільки крижаного презирства до стабільності і осілості... У цьому духовному вакуумі, на цьому неродючому ґрунті вона виросла (як — не уявляю) художницею, радісною, оскаженілою індивідуалісткою, поеткою і революціонеркою», — писав про Браянт взимку 1915 Джон Рід. |

У листопаді 1916 року Браянт одружилася з Джоном Рідом. Згодом чоловік раптово захворює на тиф і у вересні 1919 року вмирає у неї на руках.
На початку 1922 року в Парижі Луїза Бряант знайомиться з Вільямом Буллітом. Повернувшись в США, вона починає журналістську кар'єру, незабаром стає провідною репортеркою. У 1924 році одружується з Буллітос, народжує доньку Анну (1924—2007). Разом переїжджають до Парижа, 1930 році розлучаються за ініціативою чоловіка.
Луїза Браянт померла у Франції в 1936 році після важкої хвороби.

## Твори

### Книги
- Шкільне годування: його історія та практика вдома та за кордоном[4]
- Шість червоних місяців у Росії[5]
- Дзеркала Москви[6]

### П'єси
- Гра: гра моралі в одному акті[7]

### Статті
- «Мистецтво для американських дітей»[8]
- «Байки для пролетарських дітей»[9]
- «Останні дні з Джоном Рідом: лист Луїзи Браянт»[10]
- «Два судді»[11]